# 前々太平記
『前々太平記』（ぜんぜんたいへいき）は、奈良時代から平安時代前期までの歴史をあつかった軍記物語。一般的に野史や稗史と呼ばれる。

## 概要
本書は、伊予吉田藩にて御殿医を勤めた平住専安（生年不詳 - 享保19年8月7日（1734年9月4日））が、正徳年間に著した。平安時代中、後期に起きた合戦、内紛を描いた、『前太平記』（天和元年（1681年））の前史で、聖武天皇（神亀元年（724年）～）の即位から、醍醐天皇（寛平9年（897年）～）の治世までを一事件ごとの物語を一条とし、その集大成として146条にて成り立っている。本書の特徴として、『伊勢物語』や『源氏物語』の記述に熱心である事、仏教の記述が多い事、仏教、神教、儒教の三教いずれにも偏らない啓蒙書としての立場をとっている事があげられる。のちに本書を典拠として、建部綾足が『本朝水滸伝』を著すなど江戸時代中、後期の著述家に大きな影響を与えた。また本書は、『太平記』の流行にあやかった通俗史書ではあるが、そこに描かれる世界は、講釈、浄瑠璃、歌舞伎、小説などに多くの題材を提供し、歌舞伎鑑賞や読本を行う上での下地となる歴史教養を、当時の江戸の人々にもたらしたものである。
正徳5年（1715年）刊、146条全二十一巻。「建春山人、橘墩」名義。 